# Karsten Degner
Karsten Degner (* 6. April 1964 in Eisenach) ist ein deutscher Politiker (DSU) und ehemaliger Abgeordneter der Volkskammer der DDR.

## Biographie
Nach dem Besuch der Polytechnischen Oberschule in Karl-Marx-Stadt absolvierte Degner eine Lehre als Verkehrskaufmann und wurde später Meister der Transportbetriebstechnik. Bis Januar 1990 war er Abteilungsleiter Instandhaltung in einem VEB in Karl-Marx-Stadt. 
Im Januar 1990 schloss sich Degner der der neu gegründeten DSU an und wurde hauptamtlicher Vorsitzender des Bezirksverbandes Karl-Marx-Stadt. Bei der Volkskammerwahl 1990 wurde er im Wahlkreis 8 (Karl-Marx-Stadt) auf dem Listenplatz 1 der DSU gewählt. Von April bis Oktober war er stellvertretender Vorsitzender der DSU-Fraktion in der Volkskammer und stellvertretender Vorsitzender des Haushaltsausschusses.
Über sein weiteres Leben nach dem Ausscheiden aus dem Parlament 1990 ist nichts bekannt.